# Grumman

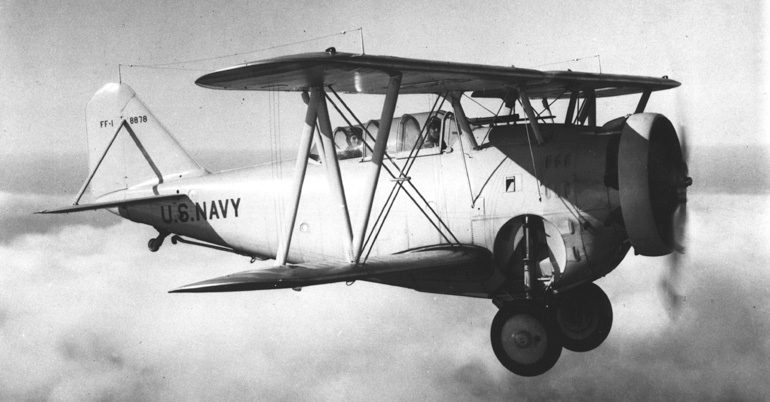
První konstrukce Grummanu - Grumman FF

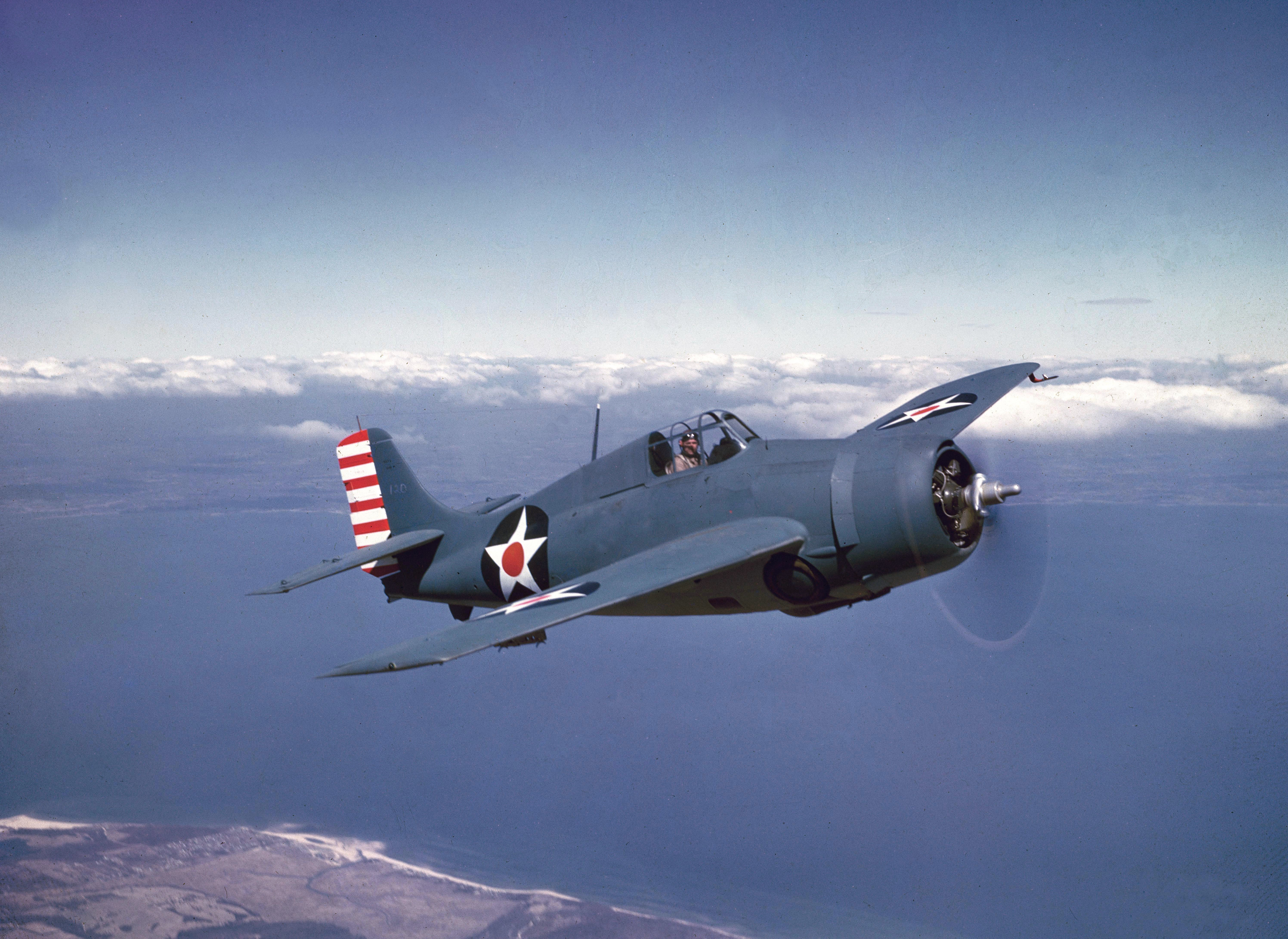
První z legendárních koček, Grumman F4F Wildcat

Grumman Aircraft Engineering Corporation (později Grumman Aerospace Corporation) je jeden z největších leteckých výrobců na světě. Firmu založili 6. prosince 1929 Leroy Grumman, Jake Swirbul a William Schwendler. Samostatná existence společnosti skončila v roce 1994, kdy ji pohltil letecký koncern Northrop a společně dnes tvoří společnost Northrop Grumman.

## Počátky
Leroy Grumman a jeho budoucí obchodní partneři pracovali ve 20. letech 20. století pro leteckého výrobce Loening Aeronautical Engineering. Když však firmu pohltila společnost Keystone Aircraft a přemístila výrobu z New Yorku do státu Pensylvánie, Grumman a další jeho kolegové se rozhodli firmu opustit a založit si vlastní společnost. V roce 1929 zahájili činnost vlastní společnosti v areálu malého leteckého výrobce  Cox-Klemin Aircraft Co. v Baldwinu na Long Islandu.

## Meziválečná doba
Firma, která nejprve vyráběla hliníkové součásti pro kamióny, brzy získala první kontrakty u amerického námořnictva. Grumman navrhl první prakticky použitelný zatahovací podvozek pro plovákové letouny, což firmě pomohlo v prosazení se na trhu. První letoun firmy, objednaný americkým námořnictvem, byl Grumman FF, stíhací dvouplošník se zatahovacím podvozkem. Grumman FF založil dlouhou řadu palubních letounů firmy a stal se předchůdcem slavné řady stíhacích koček Grummanu (typy s kočičími jmény Wildcat, Hellcat, Cougar, Panther apod.). V meziválečné době ho následovaly ještě zlepšené typy Grumman F2F a Grumman F3F.

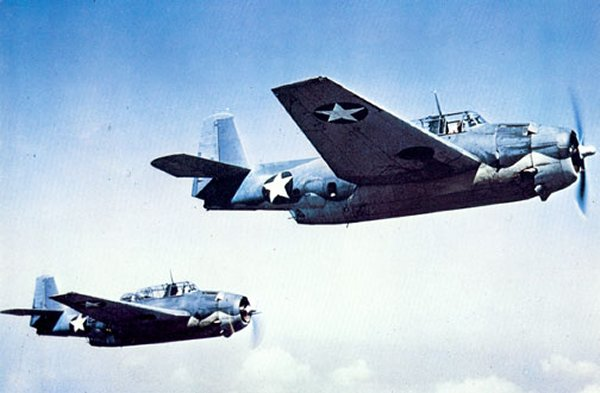
Grumman TBF Avenger

## Druhá světová válka
Za druhé světové války Grumman vyráběl tři legendární typy, které v ní měly velice důležitou roli. Palubní stíhací letoun Grumman F4F Wildcat nesl hlavní tíhu bojů první etapy války v Pacifiku a byl brzy nahrazen modernějším typem Grumman F6F Hellcat, který se stal hlavním prvkem získání letecké převahy nad japonským letectvem. Dalším základním typem spojenců byl torpédový bombardér Grumman TBF Avenger.

## Studená válka

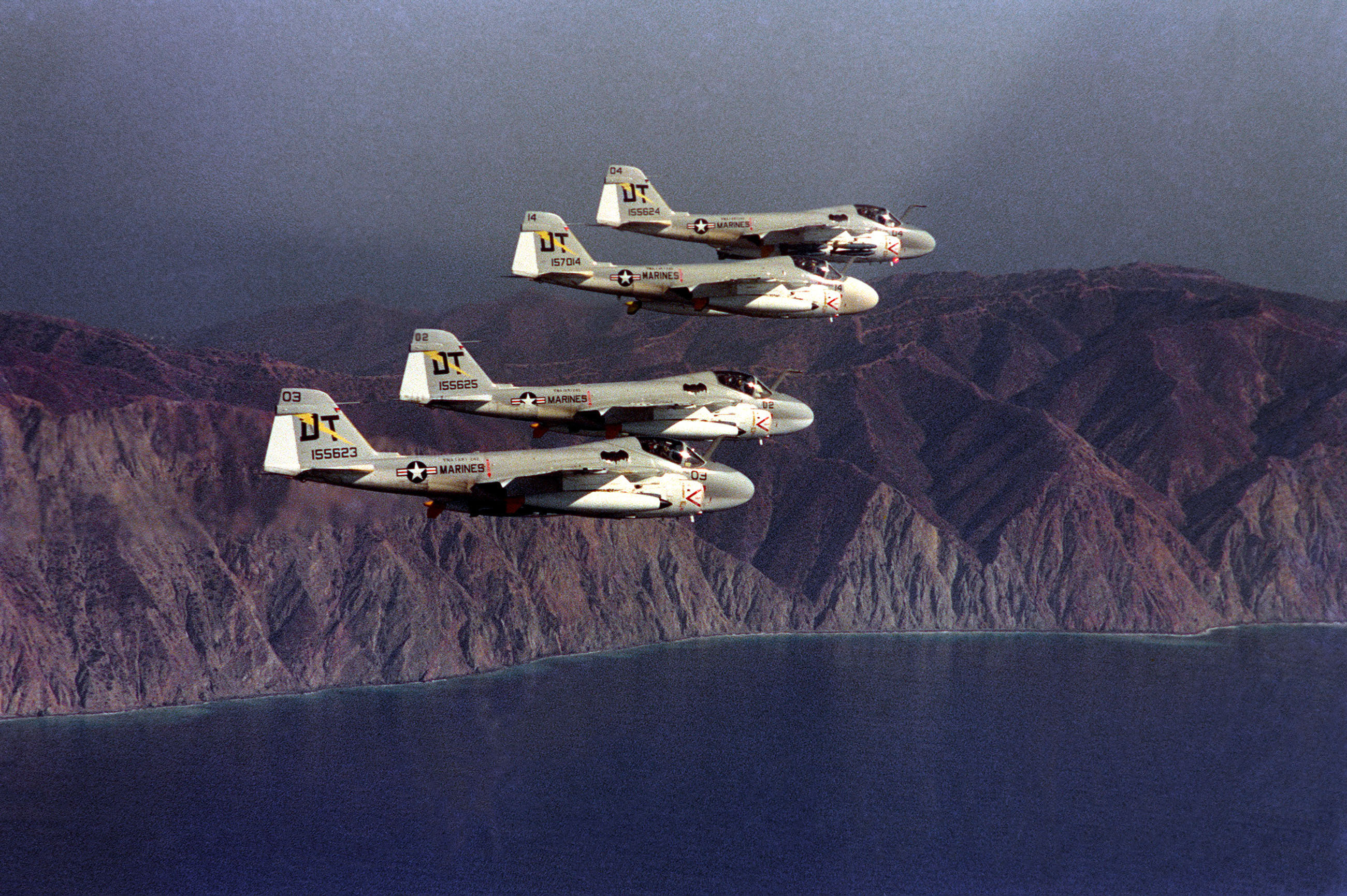
Palubní útočný letoun Grumman A-6 Intruder

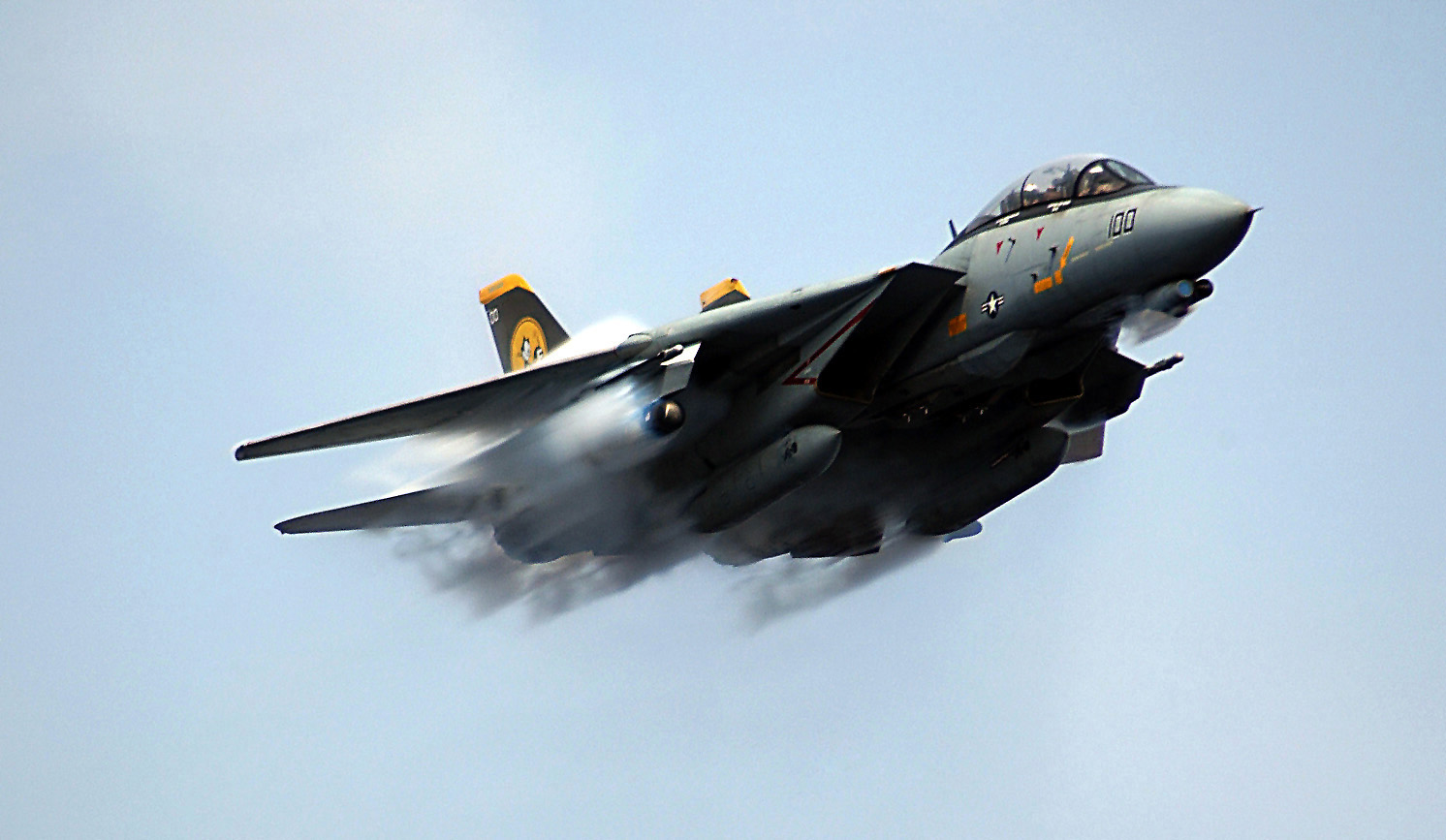
Grumman F-14 Tomcat - poslední ze stíhacích „koček“

Po válce se Grumman i nadále snažil držet krok s vývojem techniky a byl nadále orientován na palubní letouny. V roce 1949 vstoupil do služby jeho první palubní letoun s proudovým motorem, stíhací typ Grumman F9F Panther, ze kterého byla vyvinuta verze s šípovým křídlem Grumman F-9 Cougar. Skutečně úspěšný stíhací letoun však společnost vyvinula až v 70. letech a letoun Grumman F-14 Tomcat se stal vůbec nejúspěšnější poválečnou konstrukcí Grummanu.
Mimo oblast stíhacích letounů Grumman vyvinul řadu palubních letounů dalších typů, jako například transportní letouny Grumman C-1 Trader a Grumman C-2 Greyhound, letouny včasné výstrahy Grumman E-1 Tracer a Grumman E-2 Hawkeye či úspěšný útočný letoun Grumman A-6 Intruder.
V roce 1994 Grumman jako samostatná firma zanikl a byl pohlcen koncernem Northrop. Při fúzi obou společností vznikl společný podnik Northrop Grumman.

## Hlavní vyráběné typy
- Stíhací letouny
  - Grumman FF
  - Grumman F2F
  - Grumman F3F
  - Grumman F4F Wildcat
  - Grumman XF5F Skyrocket (Grumman XP-50
  - Grumman F6F Hellcat
  - Grumman F7F Tigercat
  - Grumman F8F Bearcat
  - Grumman F9F Panther
  - Grumman F-9 Cougar
  - Grumman XF10F Jaguar
  - Grumman F-11 Tiger
  - Grumman F-14 Tomcat

- Útočné, bombardovací a protiporkové letouny
  - Grumman TBF Avenger
  - Grumman A-6 Intruder
  - Grumman AF Guardian
  - Grumman S-2 Tracker
  - Grumman OV-1 Mohawk

- Hydroplány

- - Grumman JF Duck
  - Grumman J2F Duck
  - Grumman G-21 Goose
  - Grumman G-44 Widgeon
  - Grumman HU-16 Albatross
  - Grumman Mallard

- Transportní letouny
  - Grumman C-1 Trader
  - Grumman C-2 Greyhound

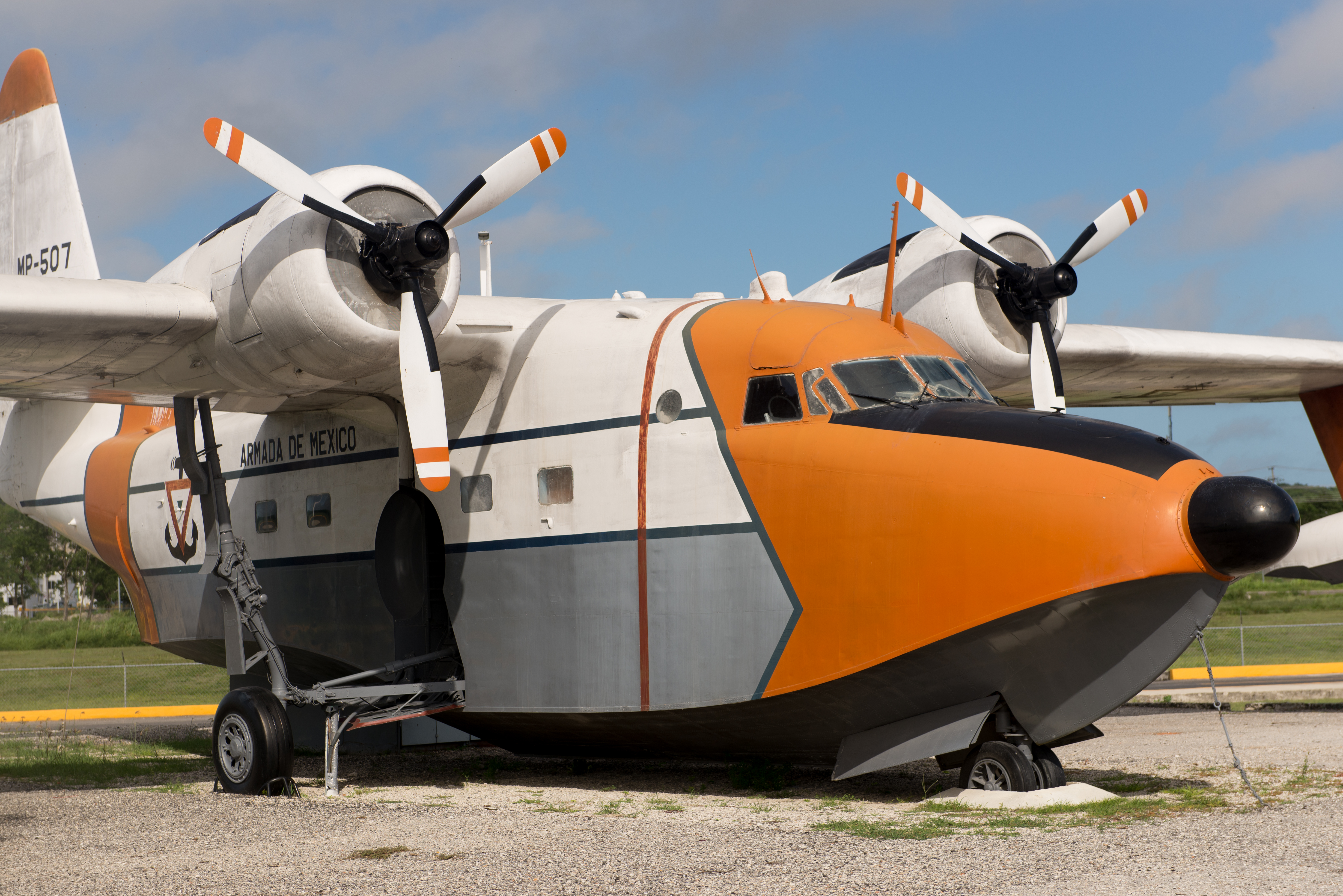
Grumman HU-16 Albatros

- Letouny pro elektronický boj/včasnou výstrahu

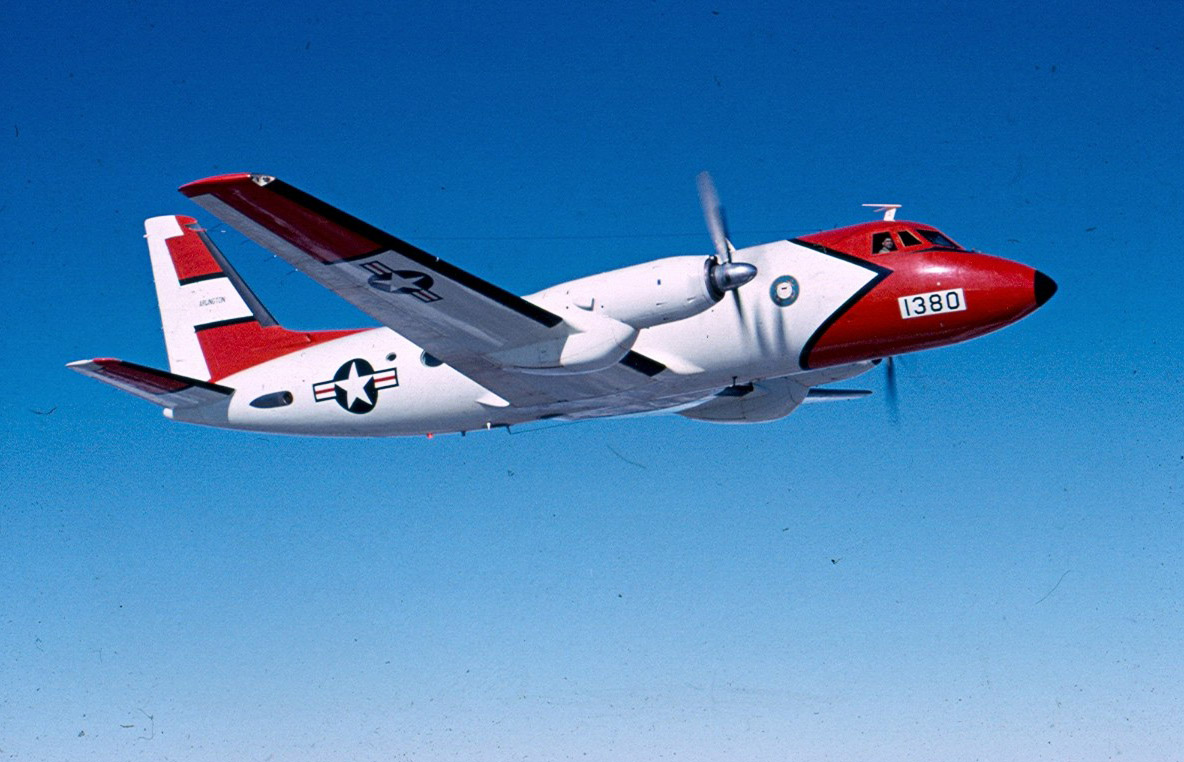
Grumman Gulfstream I

  - Grumman E-1 Tracer
  - Grumman E-2 Hawkeye
  - Grumman EA-6 Prowler

- Experimentální letouny
  - Grumman X-29

- Vesmírný program
  - Lunární modul programu Apollo

- Civilní dopravní letouny

- - Grumman Gulfstream I
  - Grumman Gulfstream II
  - Grumman American AA-1
  - Grumman American AA-1 (1971-76)
  - Grumman American AA-5 (1972-75)
  - Grumman American AA-5 (1976-79)
  - Grumman American AA-5 (1975-79)
  - Grumman Ag Cat